# Lettice Floyd

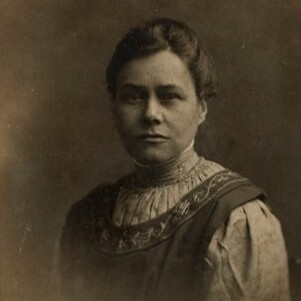
Lettice Floyd, 1895

Lettice Annie Floyd (* 21. November 1865 in Berkswell, Warwickshire; † 4. April 1934 in Edgbaston, Birmingham) war eine englisch-britische Suffragette.

## Leben
Floyd wurde als jüngste von zwei Töchtern und zwei Söhnen von William Floyd (1808–1879) und Alison Floyd (geborene Clapperton, 1823–1898) geboren. Die Schwester ihrer Mutter war die Philosophin Jane Clapperton. Ihr Vater war Landwirt, und als er 1879 starb, hinterließ er seinen beiden Töchtern jeweils 3000 Pfund. Floyd langweilte sich, weil sie nicht arbeiten musste, und 1888 nahm sie eine Stelle in einem Kinderkrankenhaus an, musste aber entmutigt feststellen, dass die Symptome, die sie behandelte, durch größere Probleme verursacht wurden, darunter Armut und schlechte Wohnverhältnisse.
Sie und ihre Schwester setzten sich so stark für das Frauenwahlrecht ein, dass sie 1907 in Berkswell einen Außenposten der Birmingham Women's Suffrage Society gründeten. Im folgenden Jahr hatten beide jedoch die Geduld mit den herkömmlichen Mitteln der Lobbyarbeit verloren und schlossen sich der militanteren Women’s Social and Political Union (WSPU) an.
Floyd wurde als hauptamtliche, bezahlte Organisatorin für die WSPU entweder in Bristol oder in Newcastle upon Tyne tätig und begann eine romantische Beziehung zu einer anderen Suffragette namens Annie Williams. Floyd lernte Williams in Bristol kennen, wo Williams sich für das Frauenwahlrecht einsetzte, während sie von ihrer Arbeit als Grundschullehrerin in Newquay, Cornwall, Urlaub machte.
Im März 1912 begab sich Floyd nach London, um an einer WSPU-Fensterzerschlagungskampagne teilzunehmen, wobei sie einen ledernen Dreschflegel mit sich führte, der sich heute im Museum of London befindet. Sie wurde verhaftet und ins Holloway Prison gebracht, wo sie in den Hungerstreik trat und zwangsernährt wurde. Später erhielt sie wie viele andere mit Gefängnisstrafen belegte Suffragetten durch die WSPU die sogenannte „Hungerstreikmedaille“ For Valour.
1910 befanden sich Floyd und Williams in Newcastle, als die Verabschiedung der ersten sogenannten Conciliation Bill, die ein eingeschränktes Frauenwahlrecht beinhaltet hätte, von Premierminister H. H. Asquith verhindert wurde. Die WSPU organisierte 300 Demonstrantinnen, die eine von Emmeline Pankhurst geleitete Delegation zum Premierminister unterstützten, zu der Hertha Ayrton, Elizabeth Garrett Anderson, Anne Cobden-Sanderson, Dorinda Neligan und Sophia Duleep Singh gehörten. Die Suffragetten wurden von der Polizei angegriffen, misshandelt und verhaftet, aber die Behörden weigerten sich, die als „Schwarzer Freitag“ bekannt gewordenen Vorgänge zu untersuchen. Auch Floyd wurde an diesem Tag verhaftet, aber es wurde keine Anklage gegen sie erhoben.
Floyd und Williams hielten zusammen mit Emily Davison in Cardiff öffentliche Reden, bevor Davison nach Aberdeen ging, um David Lloyd George anzugreifen. Die beiden blieben dort bis zum Beginn des Ersten Weltkriegs, als die WSPU mit der Regierung ein Stillhalteabkommen schloss. Floyd kehrte in ihr Haus in Berkswell zurück, wo Williams bei ihr lebte,  und sie gründeten eine Zweigstelle des Women’s Institute.
Floyd trat nach dem Ersten Weltkrieg dem National Council of Women of Great Britain und der Women’s International League for Peace and Freedom bei, da sie die Rechte der Frauen und den Frieden als die wichtigsten Themen ansah.
Floyd starb 1934 nach einer Operation, mit Annie Williams an ihrer Seite. Sie vermachte Geld für die Einrichtung eines Pflegeheims und hinterließ der Stadt Coventry das heutige Floyd's Field als Sportanlage. Williams starb 1943.